# (523692) 2014 EZ51
(523692) 2014 EZ51, voorlopige aanduiding 2014 EZ51, is een transneptunisch object en mogelijke dwergplaneet in de scattered disk, met ongeveer 600 kilometer in diameter. Hij werd ontdekt op 18 april 2010, door het Pan-STARRS 1 onderzoek op het Haleakala Observatorium, Hawaï, Verenigde Staten.

## Baan en classificatie
2014 EZ51 draait eens in de 373,39 jaar (halve lange as van 51,85 AE) rond de zon op een afstand van 40,6-63,7 AE. Zijn baan heeft een excentriciteit van 0,23 en een inclinatie van 10° ten opzichte van de ecliptica. De waarnemingsboog van het hemellichaam begint met zijn officiële ontdekkingswaarneming op Haleakala in april 2010. Volgens Michael Brown is het een "zeer waarschijnlijke" dwergplaneet.

## Nummering en naamgeving
Deze dwergplaneet werd op 25 september 2018 door het Minor Planet Center genummerd (M.P.C. 111779). Vanaf 2018 heeft hij nog geen naam gekregen.

## Fysische kenmerken
Volgens astronoom Michael Brown is 2014 EZ51 615 kilometer in diameter, gebaseerd op een absolute magnitude van 4,2, met een aangenomen albedo van 0,10, respectievelijk. Het Johnston's Archive claimt een diameter van 770 kilometer, maar vermeldt geen magnitude of albedo; als wordt aangenomen dat de 3,8 magnitude wordt gebruikt die door het MPC en JPL (zelf zonder albedo schattingen) wordt gegeven, zou dit overeenkomen met een albedo van ca. 0,092.
Op 25 februari 2019 werd in Nieuw-Zeeland een stellaire occultatie door 2014 EZ51 waargenomen. Uit deze waarnemingen werd een ondergrens van 575 km geplaatst voor zijn gemiddelde diameter.
Vanaf 2018 zijn er geen fysieke kenmerken vastgesteld op basis van fotometrische waarnemingen. De rotatieperiode, pool en vorm van het lichaam blijven onbekend.